# Mallosia mirabilis
Mallosia mirabilis es una especie de escarabajo longicornio del género Mallosia, tribu Phytoeciini, subfamilia Lamiinae. Fue descrita científicamente por Faldermann en 1837.

## Descripción
Mide 20-36 milímetros de longitud.

## Distribución
Se distribuye por Armenia, Irak, Irán y Turquía.